# فيلهلم غراتشو
فيلهلم غراتشو (بالألمانية: Wilhelm Gratschow)‏ (مواليد 18 أكتوبر 1982) هو ملاكم ألماني، مثّل بلاده في الألعاب الأولمبية الصيفية 2008.

## روابط خارجية
فيلهلم غراتشو على موقع أوليمبيديا (الإنجليزية)